# Nagyida megállóhely
Nagyida megállóhely Nagyidán, a Kassa-vidéki járásban van, melyet a Železničná spoločnosť Slovensko a.s. üzemeltet.

## Vasútvonalak
Az állomást az alábbi vasútvonalak érintik:
- Zólyom–Kassa-vasútvonal

## Kapcsolódó állomások
A vasútállomáshoz az alábbi állomások vannak a legközelebb:
- Szeszta megállóhely
- Hutníky megállóhely

## Forgalma
| Járat        | Útvonal | Gyakoriság |            |
| ------------ | ------- | --- | ---------- |
| személyvonat | Os      | Szepsi-Belváros – Szepsi – Makranc – Csécs – Szeszta – Nagyida – Hutníky – Enyicke – Bárca – Kassa-Erzsébetváros – Kassa | Napi 6 pár |